# Liste du patrimoine mondial en Chine
Cet article recense les sites inscrits au patrimoine mondial en Chine.

## Statistiques
La Chine ratifie la Convention pour la protection du patrimoine mondial, culturel et naturel le 12 décembre 1985. Les premiers sites protégés sont inscrits en 1987.
En 2025, la Chine compte 60 sites inscrits au patrimoine mondial, 41 culturels, 15 naturels et 4 mixtes.
Le pays a également soumis 59 sites à la liste indicative : 23 culturels, 18 naturels et 17 mixtes.

## Listes

### Patrimoine mondial
Les sites suivants sont inscrits au patrimoine mondial.
| Id.  | Site | Province                                                            | Année     | Superficie (ha) | Critères et notes | Coordonnées | Illus. |
| ---- | --- | ------------------------------------------------------------------- | --------- | --------------- | --- | --- | ------ |
| 1083 | Aires protégées des trois fleuves parallèles au Yunnan                                                        | Yunnan                                                              | 2003      |                 | Naturel, (vii), (viii), (ix), (x) | 27° 53′ 42″ nord, 98° 24′ 22″ est |        |
| 1002 | Anciens villages du sud de l'Anhui – Xidi et Hongcun                                                          | Anhui                                                               | 2000      | 52              | Culturel, (iii), (iv), (v) | 29° 54′ 14″ nord, 117° 59′ 17″ est |        |
| 1714 | Axe central (en) de Beijing : un ensemble de constructions représentant l'Ordre idéal de la capitale chinoise | Pékin                                                               | 2024      | 589             | Culturel, (iii), (vi) | 39° 54′ 26″ nord, 116° 23′ 29″ est |        |
| 1135 | Capitales et tombes de l'ancien royaume de Koguryo                                                            | Jilin, Liaoning                                                     | 2004      | 4 165           | Culturel, (i), (ii), (iii), (iv), (v) | 41° 09′ 25″ nord, 126° 11′ 13″ est |        |
| 1110 | Centre historique de Macao                                                                                    | Macao                                                               | 2005      | 16              | Culturel, (ii), (iii), (iv), (vi) | 22° 11′ 28″ nord, 113° 32′ 10″ est |        |
| 1335 | Danxia de Chine                                                                                               | Fujian, Guangdong, Guizhou, Hunan, Jiangxi, Zhejiang                | 2010      | 82 151          | Naturel, (vii), (viii) | 28° 25′ 19″ nord, 106° 02′ 35″ est |        |
| 1638 | Désert de Badain Jaran – Tours de sable et lacs                                                               | Mongolie-Intérieure                                                 | 2024      | 726 291,41      | Naturel, (vii), (viii) | 39° 53′ 23″ nord, 102° 17′ 22″ est |        |
| 1112 | Diaolou et villages de Kaiping                                                                                | Guangdong                                                           | 2007      | 372             | Culturel, (ii), (iii), (iv) | 22° 17′ 10″ nord, 112° 33′ 58″ est |        |
| 705  | Ensemble de bâtiments anciens des montagnes de Wudang                                                         | Hubei                                                               | 1994      |                 | Culturel, (i), (ii), (vi) | 32° 28′ 01″ nord, 111° 00′ 00″ est |        |
| 707  | Ensemble historique du Palais du Potala, Lhassa                                                               | Tibet                                                               | 1994      | 16              | Culturel, (i), (iv), (vi) | 29° 39′ 29″ nord, 91° 07′ 01″ est |        |
| 1559 | Fanjingshan                                                                                                   | Guizhou                                                             | 2018      | 40 275          | Naturel, (x) | 27° 53′ 44″ nord, 108° 40′ 48″ est |        |
| 1003 | Grottes de Longmen                                                                                            | Henan                                                               | 2000      | 331             | Culturel, (i), (ii), (iii) | 34° 28′ 01″ nord, 112° 28′ 01″ est |        |
| 440  | Grottes de Mogao                                                                                              | Gansu                                                               | 1987      |                 | Culturel, (i), (ii), (iii), (iv), (v), (vi) | 40° 07′ 59″ nord, 94° 49′ 01″ est |        |
| 1039 | Grottes de Yungang                                                                                            | Shanxi                                                              | 2001      | 349             | Culturel, (i), (ii), (iii), (iv) | 40° 06′ 36″ nord, 113° 07′ 19″ est |        |
| 813  | Jardins classiques de Suzhou                                                                                  | Jiangsu                                                             | 1997      | 12              | Culturel, (i), (ii), (iii), (iv), (v) | 31° 19′ 01″ nord, 120° 27′ 00″ est |        |
| 1248 | Karst de Chine du Sud                                                                                         | Chongqing, Guizhou, Yunnan, Guangxi                                 | 2007      | 47 588          | Naturel, (vii), (viii) | 25° 13′ 16″ nord, 107° 58′ 30″ est |        |
| 1541 | Kulangsu, un établissement historique international                                                           | Fujian                                                              | 2017      | 316,2           | Culturel, (ii), (iv) | 24° 28′ 30″ nord, 118° 03′ 43″ est |        |
| 438  | La Grande Muraille                                                                                            | Pékin, Hebei, Gansu                                                 | 1987      | 2 152           | Culturel, (i), (ii), (iii), (iv), (vi) | 40° 25′ 01″ nord, 116° 04′ 59″ est |        |
| 1443 | Le Grand Canal                                                                                                | Anhui, Pékin, Hebei, Henan, Jiangsu, Shandong, Tianjin, Zhejiang    | 2014      | 20 819          | Culturel, (i), (iii), (iv), (vi) | 34° 41′ 38″ nord, 112° 28′ 06″ est |        |
| 441  | Mausolée du premier empereur Qin                                                                              | Shaanxi                                                             | 1987      |                 | Culturel, (i), (iii), (iv), (vi) | 34° 22′ 59″ nord, 109° 06′ 00″ est |        |
| 547  | Mont Huangshan                                                                                                | Anhui                                                               | 1990      | 16 060          | Mixte, (ii), (vii), (x) | 30° 10′ 01″ nord, 118° 10′ 59″ est |        |
| 1001 | Mont Qingcheng et système d'irrigation de Dujiangyan                                                          | Sichuan                                                             | 2000      |                 | Culturel, (ii), (iv), (vi) | 31° 00′ 07″ nord, 103° 36′ 18″ est |        |
| 437  | Mont Taishan                                                                                                  | Shandong                                                            | 1987      | 25 000          | Mixte, (i), (ii), (iii), (iv), (v), (vi), (vii) | 36° 16′ 01″ nord, 117° 06′ 00″ est |        |
| 1279 | Mont Wutai | Shanxi                                                              | 2009      | 18 415          | Culturel, (ii), (iii), (iv), (vi) | 39° 01′ 52″ nord, 113° 33′ 47″ est |        |
| 911  | Mont Wuyi | Fujian                                                              | 1999      | 99 975          | Mixte, (iii), (vi), (vii), (x) | 27° 43′ 01″ nord, 117° 40′ 59″ est |        |
| 1305 | Monuments historiques de Dengfeng, au « centre du ciel et de la terre »                                       | Henan                                                               | 2010      | 825             | Culturel, (iii), (vi) | 34° 27′ 32″ nord, 113° 04′ 05″ est |        |
| 880  | Palais d'été, jardin impérial de Beijing                                                                      | Pékin                                                               | 1998      | 297             | Culturel, (i), (ii), (iii) | 39° 54′ 40″ nord, 116° 08′ 28″ est |        |
| 439  | Palais impériaux des dynasties Ming et Qing à Beijing et à Shenyang                                           | Pékin, Liaoning                                                     | 1987      | 13              | Culturel, (i), (ii), (iii), (iv) | 41° 47′ 38″ nord, 123° 26′ 49″ est |        |
| 778  | Parc national de Lushan                                                                                       | Jiangxi                                                             | 1996      |                 | Culturel, (ii), (iii), (iv), (vi) | 29° 25′ 59″ nord, 115° 52′ 01″ est |        |
| 1292 | Parc national du mont Sanqingshan                                                                             | Jiangxi                                                             | 2008      | 22 950          | Naturel, (vii) | 28° 54′ 58″ nord, 118° 03′ 50″ est |        |
| 1508 | Paysage culturel de l'art rupestre de Zuojiang Huashan                                                        | Guangxi                                                             | 2016      | 6 621,6         | Culturel, (iii), (vi) Comprend 38 sites | 22° 15′ 20″ nord, 107° 01′ 23″ est |        |
| 1665 | Paysage culturel (zh) des forêts anciennes de théiers de la montagne Jingmai à Pu'er                          | Yunnan                                                              | 2023      | 7 167,89        | Culturel, (iii), (v) | 22° 11′ 03″ nord, 100° 00′ 27″ est |        |
| 1111 | Paysage culturel des rizières en terrasse des Hani de Honghe                                                  | Yunnan                                                              | 2013      | 16 603          | Culturel, (iii), (v) | 23° 05′ 35″ nord, 102° 46′ 48″ est |        |
| 1334 | Paysage culturel du lac de l'Ouest de Hangzhou                                                                | Zhejiang                                                            | 2011      | 3 323           | Culturel, (ii), (iii), (vi) | 30° 14′ 17″ nord, 120° 08′ 28″ est |        |
| 779  | Paysage panoramique du mont Emei, incluant le paysage panoramique du grand Bouddha de Leshan                  | Sichuan                                                             | 1996      | 15 400          | Mixte, (iv), (vi), (x) | 29° 32′ 42″ nord, 103° 46′ 08″ est |        |
| 1540 | Qinghai Hoh Xil                                                                                               | Qinghai                                                             | 2017      | 3 735 632       | Naturel, (vii), (x) | 35° 22′ 49″ nord, 92° 26′ 21″ est |        |
| 1561 | Quanzhou : emporium mondial de la Chine des Song et des Yuan                                                  | Fujian                                                              | 2021      | 536,08          | Culturel, (iv) Comprend 16 sites | 24° 42′ 37″ nord, 118° 26′ 39″ est |        |
| 638  | Région d'intérêt panoramique et historique de Huanglong                                                       | Sichuan                                                             | 1992      | 60 000          | Naturel, (vii) | 32° 45′ 14″ nord, 103° 49′ 19″ est |        |
| 637  | Région d'intérêt panoramique et historique de la vallée de Jiuzhaigou                                         | Sichuan                                                             | 1992      | 72 000          | Naturel, (vii) | 33° 04′ 59″ nord, 103° 55′ 01″ est |        |
| 640  | Région d'intérêt panoramique et historique de Wulingyuan                                                      | Hunan                                                               | 1992      | 26 400          | Naturel, (vii) | 29° 19′ 59″ nord, 110° 30′ 00″ est |        |
| 703  | Résidence de montagne et temples avoisinants à Chengde                                                        | Hebei                                                               | 1994      |                 | Culturel, (ii), (iv) | 0° 59′ 13″ nord, 117° 56′ 17″ est |        |
| 1442 | Routes de la soie : le réseau de routes du corridor de Chang'an-Tian-shan                                     | Fujian, Gansu, Henan, Ningxia, Qinghai, Shaanxi, Xinjiang, Zhejiang | 2014      | 42 668          | Culturel, (ii), (iii), (v), (vi) Site transfrontalier partagé avec le Kazakhstan et le Kirghizistan                                                         | 34° 18′ 16″ nord, 108° 51′ 26″ est |        |
| 1592 | Ruines archéologiques de la cité de Liangzhu                                                                  | Zhejiang                                                            | 2019      | 1 433,66        | Culturel, (iii), (iv) Comprend 4 sites : Yaoshan, haut-barrage à l'embouchure de la vallée, bas-barrage sur la chaussée-plaine devant les montagnes et cité | 30° 23′ 44″ nord, 119° 59′ 27″ est |        |
| 1606 | Sanctuaire d'oiseaux migrateurs le long du littoral de la mer Jaune et du golfe de Bohai de Chine (Phase II)  | Jiangsu                                                             | 2019 2024 | 289 710,94      | Naturel, (x) Comprend 2 sites inscrits en 2019 et 10 autres inscrits en 2024                                                                                | 32° 55′ 55″ nord, 121° 01′ 00,53″ est                                                                                                   |        |
| 1213 | Sanctuaires du grand panda du Sichuan - Wolong, mont Siguniang et montagnes de Jiajin                         | Sichuan                                                             | 2006      | 924 500         | Naturel, (x) | 30° 49′ 59″ nord, 103° 00′ 00″ est |        |
| 912  | Sculptures rupestres de Dazu                                                                                  | Chongqing                                                           | 1999      | 20              | Culturel, (i), (ii), (iii) | 29° 42′ 04″ nord, 105° 42′ 18″ est |        |
| 1509 | Shennongjia au Hubei                                                                                          | Hubei                                                               | 2016      | 73 318          | Naturel, (ix), (x) | 31° 30′ 00″ nord, 110° 19′ 59″ est |        |
| 449  | Site de l'homme de Pékin à Zhoukoudian                                                                        | Pékin                                                               | 1987      | 480             | Culturel, (iii), (vi) | 39° 43′ 59″ nord, 115° 55′ 01″ est |        |
| 1389 | Site de Xanadu                                                                                                | Mongolie-Intérieure                                                 | 2012      | 25 131          | Culturel, (ii), (iii), (iv), (vi) | 42° 21′ 29″ nord, 116° 11′ 06″ est |        |
| 1388 | Site fossilifère de Chengjiang                                                                                | Yunnan                                                              | 2012      | 512             | Naturel, (viii) | 24° 40′ 08″ nord, 102° 58′ 37″ est |        |
| 1474 | Sites du tusi                                                                                                 | Guizhou, Hubei et Hunan                                             | 2015      | 781             | Culturel, (ii), (iii) Comprend 3 sites : domaine de Laosicheng, domaine de Tangya et forteresse d'Hailongtun                                                | 28° 59′ 55″ nord, 109° 58′ 01″ est |        |
| 881  | Temple du ciel, autel sacrificiel impérial à Beijing                                                          | Pékin                                                               | 1998      | 215             | Culturel, (i), (ii), (iii) | 39° 50′ 46″ nord, 116° 26′ 42″ est |        |
| 704  | Temple et cimetière de Confucius et résidence de la famille Kong à Qufu                                       | Shandong                                                            | 1994      |                 | Culturel, (i), (iv), (vi) | 35° 36′ 43″ nord, 116° 58′ 30″ est |        |
| 1414 | Tianshan au Xinjiang                                                                                          | Xinjiang                                                            | 2013      | 606 833         | Naturel, (vii), (ix) Comprend 4 sites : Tomour, Kalajun-Kuerdening, Bayinbukuke et Bogda                                                                    | 41° 58′ 05″ nord, 80° 21′ 14″ est 43° 00′ 29″ nord, 82° 38′ 10″ est 42° 47′ 53″ nord, 84° 09′ 50″ est 43° 49′ 59″ nord, 88° 17′ 13″ est |        |
| 1004 | Tombes impériales des dynasties Ming et Qing                                                                  | Jiangsu, Pékin, Hubei, Hebei, Liaoning                              | 2000      | 3 435           | Culturel, (i), (ii), (iii), (iv), (vi) | 41° 42′ 25″ nord, 124° 47′ 38″ est |        |
| 1736 | Tombes impériales des Xixia                                                                                   | Ningxia                                                             | 2025      | 3 899           | Culturel, (ii), (iii) | 38° 24′ 57″ nord, 105° 58′ 16″ est |        |
| 1113 | Tulou, maison traditionnelle en terre, dans la région de Fujian                                               | Fujian                                                              | 2008      | 153             | Culturel, (iii), (iv), (v) | 25° 01′ 23″ nord, 117° 41′ 10″ est |        |
| 811  | Vieille ville de Lijiang                                                                                      | Yunnan                                                              | 1997      | 146             | Culturel, (ii), (iv), (v) | 26° 52′ 01″ nord, 100° 13′ 59″ est |        |
| 812  | Vieille ville de Ping Yao                                                                                     | Shanxi                                                              | 1997      | 246             | Culturel, (ii), (iii), (iv) | 37° 12′ 04″ nord, 112° 09′ 14″ est |        |
| 1114 | Yin Xu | Henan                                                               | 2006      | 414             | Culturel, (ii), (iii), (iv), (vi) | 36° 07′ 37″ nord, 114° 18′ 50″ est |        |

### Liste indicative
Les sites suivants sont inscrits sur la liste indicative.
| Site | Province                                                                                | Type                                              | Date | Superficie (ha) | Lien | Notes | Coordonnées                                                                                                  | Illus. |
| --- | --------------------------------------------------------------------------------------- | ------------------------------------------------- | ---- | --------------- | ---- | --- | --- | ------ |
| Anciennes inscriptions hydrologiques de Baiheliang | Chongqing                                                                               | Culturel (iii), (iv)                              | 2008 |                 | 5341 | | 29° 42′ 58″ nord, 107° 23′ 02″ est                                                                           |        |
| Anciennes résidences dans les provinces de Shanxi et Shaanxi | Shaanxi, Shanxi                                                                         | Culturel (ii), (iii), (iv), (v)                   | 2008 |                 | 5322 | Comrpend 2 sites                                                                                            | |        |
| Ancienne ville de Fenghuang | Hunan                                                                                   | Culturel (i), (ii), (iii), (iv)                   | 2008 |                 | 5337 | | 27° 56′ 35″ nord, 109° 35′ 20″ est                                                                           |        |
| Ancien site de four à porcelaine en Chine | Zhejiang                                                                                | Culturel (ii), (iii), (iv)                        | 2013 |                 | 5806 | Comprend 5 sites                                                                                            | |        |
| Bâtiments Diaolou et villages des groupes ethniques tibétains et Qiang | Sichuan                                                                                 | Culturel (i), (ii), (iii), (iv), (v)              | 2013 |                 | 5815 | | |        |
| Canal Lingqu | Guangxi                                                                                 | Culturel (i), (iv), (vi)                          | 2013 |                 | 5814 | | 25° 06′ 10″ nord, 110° 41′ 10″ est                                                                           |        |
| Lac mince de l'ouest et zone urbaine historique de Yangzhou | Jiangsu                                                                                 | Culturel (iii), (iv), (v)                         | 2008 |                 | 5327 | | 32° 24′ nord, 119° 24′ est                                                                                   |        |
| Les anciennes villes de bord de mer du sud du Yangtze | Jiangsu, Zhejiang                                                                       | Culturel (ii), (iv), (v)                          | 2008 |                 | 5328 | | |        |
| Les sections chinoises des routes de la soie | Fujian, Gansu, Guangdong, Henan, Qinghai, Jiangsu, Ningxia, Shaanxi, Xinjiang, Zhejiang | Culturel (i), (ii), (iii), (iv), (v), (vi)        | 2016 |                 | 6093 | Comprend 63 sites                                                                                           | |        |
| Les sections chinoises des routes de la soie : routes terrestres dans les provinces de Henan, Shaanxi, Gansu, Qinghai et les régions autonomes de Ningxia et Xinjiang ; routes maritimes dans les villes de Ningbo, Quanzhou et les provinces de Zhejiang, Fujian - de la dynastie des Han occidentaux à celle des Qing | Fujian, Gansu, Guangdong, Henan, Qinghai, Jiangsu, Ningxia, Shaanxi, Xinjiang, Zhejiang | Culturel (i), (ii), (iii), (iv), (v), (vi)        | 2008 |                 | 5335 | Comprend 46 sites                                                                                           | |        |
| Murailles des dynasties Ming et Qing | Hubei, Jiangsu, Liaoning, Shaanxi                                                       | Culturel (iii), (iv)                              | 2008 |                 | 5324 | | |        |
| Projet d'extension des tombes impériales des dynasties Ming et Qing : tombes du roi Lujian | Henan                                                                                   | Culturel (ii), (iii), (iv), (vi)                  | 2008 |                 | 5351 | | |        |
| Puits de Karez | Xinjiang                                                                                | Culturel (i), (iv), (v)                           | 2008 |                 | 5347 | | 42° 52′ 23″ nord, 89° 23′ 53″ est                                                                            |        |
| SanFangQiXiang | Fujian                                                                                  | Culturel (iii), (iv)                              | 2013 |                 | 5808 | | 24° 26′ 51″ nord, 118° 03′ 43″ est                                                                           |        |
| Site du sud du Yue | Guangdong                                                                               | Culturel (ii), (iii)                              | 2008 |                 | 5338 | | |        |
| Sites archéologiques de l'ancien État de Shu : site à Jinsha et tombes jointes de cercueils en forme de bateau de Chengdu, Sichuan ; site de Sanxingdui à Guanghan, Sichuan (XXIXe siècle av. J.-C. - Ve siècle av. J.-C.)                                                                                              | Sichuan                                                                                 | Culturel (i), (i)), (iii), (v)                    | 2013 |                 | 5816 | Comprend 3 sites                                                                                            | |        |
| Sites impériaux de fours à chaux de Jingdezhen | Jiangxi                                                                                 | Culturel (ii), (iii), (iv)                        | 2017 |                 | 6265 | | 29° 17′ 52″ nord, 117° 12′ 00″ est                                                                           |        |
| Sites de la culture de Hongshan : les sites archéologiques de Niuheliang, Hongshanhou et Weijiawopu | Liaoning, Mongolie-Intérieure                                                           | Culturel (i), (viii), (iv)                        | 2013 |                 | 5804 | Comprend 3 sites                                                                                            | 41° 16′ 15″ nord, 119° 27′ 09″ est 42° 19′ 19″ nord, 118° 59′ 29″ est 42° 08′ 24,6″ nord, 118° 57′ 41,3″ est |        |
| Sites liquoristes de Chine | Hebei, Jiangxi, Sichuan                                                                 | Culturel (iii), (iv), (vi)                        | 2008 |                 | 5320 | | |        |
| Structures en bois de la dynastie Liao - Pagode en bois du district de Yingxian, hall principal du monastère Fengguo du district de Yixian | Liaoning, Shanxi                                                                        | Culturel (i), (iii), (iv)                         | 2013 |                 | 5803 | Comprend 2 sites                                                                                            | 39° 33′ 55″ nord, 113° 10′ 55″ est 41° 32′ 34″ nord, 121° 14′ 33″ est                                        |        |
| Villages Dong | Guangxi, Guizhou, Hunan                                                                 | Culturel (iii), (iv), (v)                         | 2013 |                 | 5813 | Comprend 22 sites                                                                                           | |        |
| Villages miao du sud-est du Guizhou : les villages miao au pied du mont Leigong dans les monts Miao Ling | Guizhou                                                                                 | Culturel (i), (iv), (v), (vi)                     | 2008 |                 | 5344 | | |        |
| Altaï chinois | Xinjiang                                                                                | Naturel (vii), (viii), (ix)                       | 2010 |                 | 5533 | | |        |
| Désert du Taklamakan — Forêt de Populus euphratica | Xinjiang                                                                                | Naturel (viii), (ix), (x)                         | 2010 |                 | 5532 | | |        |
| Lac Qinghai | Qinghai                                                                                 | Naturel (vii), (ix), (x)                          | 2017 |                 | 6186 | | 37° nord, 100° est                                                                                           |        |
| La zone scénique du Lijiang à Guilin | Guangxi                                                                                 | Naturel                                           | 1996 |                 | 108  | | |        |
| Mont Guancen (sv) — Mont Luya (sv) | Shanxi                                                                                  | Naturel (vii), (ix)                               | 2017 |                 | 6184 | | 38° 42′ 51″ nord, 111° 50′ 26″ est 38° 53′ 53″ nord, 112° 08′ 45″ est                                        |        |
| Karakoram-Pamir | Xinjiang                                                                                | Naturel (viii), (x)                               | 2010 |                 | 5535 | | |        |
| Paysage de végétation verticale et paysage volcanique du mont Changbai | Jilin                                                                                   | Naturel (vii), (viii), (ix), (x)                  | 2017 |                 | 6190 | | 42° 00′ nord, 128° 03′ est                                                                                   |        |
| Points de vue de Jinfushan |                                                                                         | Naturel (vii), (viii), (ix)                       | 2001 |                 | 1624 | | |        |
| Points de vue de Wudalianchi | Heilongjiang                                                                            | Naturel (viii), (ix)                              | 2001 |                 | 1632 | | |        |
| Points de vue de Xiaozhai et Tianjingxia |                                                                                         | Naturel (vii), (viii), (ix)                       | 2001 |                 | 1625 | | |        |
| Réserve naturelle de l'alligator de Chine | Anhui                                                                                   | Naturel                                           | 1996 |                 | 106  | | |        |
| Réserve naturelle de Poyang | Jiangxi                                                                                 | Naturel                                           | 1996 |                 | 107  | | 29° 09′ 00″ nord, 116° 13′ 01″ est                                                                           |        |
| Réserve naturelle du port de Dongzhai | Hainan                                                                                  | Naturel                                           | 1996 |                 | 105  | | 19° 59′ 06″ nord, 110° 34′ 30″ est                                                                           |        |
| Sites fossilifères triassiques du Guizhou | Guizhou                                                                                 | Naturel (viii)                                    | 2019 | 1 997           | 6381 | Comprend 4 sites : Faune de Panxian, Faune de Xingyi - Wusha, Faune de Xingyi - Dingxiao, Biome de Guanling | |        |
| Yardangs de Dunhuang | Gansu                                                                                   | Naturel (vii), (viii)                             | 2015 | 25 100          | 5990 | | |        |
| Yardangs du Xinjiang | Xinjiang                                                                                | Naturel (vii), (viii)                             | 2015 | 250 000         | 5989 | | |        |
| Aire scénique et historique des montagnes sacrées et lacs | Tibet                                                                                   | Mixte (iii), (v), (vi), (vii), (viii), (x)        | 2017 |                 | 6187 | Comprend plusieurs sites dont : mont Kailash, Gurla Mandhata, lac Manasarovar, Lhanag-tso                   | 31° 11′ 45,53″ nord, 81° 22′ 35,65″ est                                                                      |        |
| Espace scénique d'Huangguoshu | Guizhou                                                                                 | Mixte (v), (vii), (viii)                          | 2019 |                 | 6380 | Comprend 3 sites : chutes Huangguoshu, parc national de Getuhe, zone des Tunpu (en)                         | 25° 59′ 31″ nord, 105° 39′ 58″ est 25° 42′ 21″ nord, 106° 15′ 07″ est 26° 21′ 18″ nord, 106° 09′ 25″ est     |        |
| Jinggangshan-Wuyishan Nord (extension du Mont Wuyi) | Jiangxi, Hunan                                                                          | Mixte (iii), (vi), (vii), (x)                     | 2015 | 362,7           | 5993 | | |        |
| Les quatre montagnes sacrées (extension du site du mont Taishan) | Henan, Hunan, Shaanxi, Shanxi                                                           | Mixte (i), (ii), (iii), (iv), (vi), (vii), (viii) | 2008 |                 | 5353 | | |        |
| Monts Taihang | Hebei, Henan, Shanxi                                                                    | Mixte (iii), (vii), (viii), (x)                   | 2017 |                 | 6188 | | 39° 52′ 00″ nord, 115° 00′ 35″ est                                                                           |        |
| Monts Yandang |                                                                                         | Mixte                                             | 2001 |                 | 1627 | | |        |
| Nanxi |                                                                                         | Mixte                                             | 2001 |                 | 1629 | | |        |
| Paysage d'Hulun Buir & lieu de naissance de l'ancienne minorité | Mongolie-Intérieure                                                                     | Mixte (iii), (vii), (ix), (x)                     | 2017 |                 | 6185 | | 49° 12′ 37,5″ nord, 119° 42′ 25,3″ est                                                                       |        |
| Paysage du mont Hua | Shaanxi                                                                                 | Mixte                                             | 2001 |                 | 1626 | | 34° 28′ 59″ nord, 110° 04′ 59″ est                                                                           |        |
| Points de vue de Haitan | Fujian                                                                                  | Mixte                                             | 2001 |                 | 1633 | | 25° 32′ 49″ nord, 119° 46′ 37″ est                                                                           |        |
| Point de vue des gorges du Yangtze | Chongqing, Hubei, Sichuan                                                               | Mixte                                             | 2001 |                 | 1623 | | |        |
| Point de vue du mont Dali Chanshan et du lac Erhai | Yunnan                                                                                  | Mixte                                             | 2001 |                 | 1634 | | |        |
| Points de vue du mont Maiji | Gansu                                                                                   | Mixte                                             | 2001 |                 | 1631 | | 34° 24′ nord, 106° 00′ est                                                                                   |        |
| Routes du Shu | Sichuan                                                                                 | Mixte (ii), (iii), (iv), (vi), (vii), (viii)      | 2015 | 362,7           | 5994 | | 32° 11′ 13″ nord, 105° 32′ 11″ est                                                                           |        |
| Tianzhushan | Anhui                                                                                   | Mixte (ii), (iii), (v), (vi), (vii), (viii)       | 2015 | 33 802          | 5992 | | |        |
| Yalong, Tibet | Tibet                                                                                   | Mixte                                             | 2001 |                 | 1622 | | |        |
| Zones d'intérêt historique et scénique de Tulin-Guge | Tibet                                                                                   | Mixte (ii), (iii), (v), (vi), (vii), (viii)       | 2015 |                 | 5995 | | 31° 27′ 53″ nord, 79° 40′ 10″ est                                                                            |        |